# Apochthonius indianensis
Espèce
Apochthonius indianensis est une espèce de pseudoscorpions de la famille des Chthoniidae.

## Distribution
Cette espèce est endémique d'Indiana aux États-Unis. Elle se rencontre dans la grotte Donaldson's Cave dans le comté de Lawrence.

## Description
Le mâle holotype mesure 1,81 mm.

## Étymologie
Son nom d'espèce lui a été donné en référence au lieu de sa découverte, l'Indiana.

## Publication originale
- Muchmore, 1967 : New cave pseudoscorpions of the genus Apochthonius (Arachnida: Chelonethida). Ohio Journal of Science, vol. 67, no 2, p. 89-95 (texte intégral).